# De la Hault
De la Hault is een Belgisch historisch merk van tricycles.
Frédéric de la Hault bouwde in 1886 een driewieler met petroleummotor. Dit deed hij samen met d'Heyne de Nydpruck. De la Hault zou een van de Belgische automobielpioniers worden.